# Red Cliffs
Red Cliffs – miasto w Australii, w stanie Wiktoria.